# Colletes mandibularis
Colletes mandibularis är en biart som beskrevs av Smith 1853. Colletes mandibularis ingår i släktet sidenbin, och familjen korttungebin. Inga underarter finns listade i Catalogue of Life.

## Utseende
Ett litet bi, honan är omkring 9 mm lång, hanen 7 till 8 mm. Grundfärgen är övervägande svart. Huvud och mellankropp har ljust gulbrun behåring, medan vingarna har rödbruna strimmor. Bakkroppen är övervägande svart, men med vitaktiga hårband i framkanten på varje bakkroppssegment.

## Ekologi
Arten flyger normalt från juni till september. I den sydligaste delen av utbredningsområdet (som Florida) är dock aktivitetsperioden utsträckt från mars till december. Den är en generalist som besöker många blommande växter, som flockblommiga växter (vild morot), korgblommiga växter (som Chrysothamnus, binkasläktet, tistlar, flaverior, Gutierrezia och gullrissläktet), paradisblomstersläktet som paradisblomsterväxter, ärtväxter (som luserner och sötväpplingar), bokväxter (som eksläktet) och tamariskväxter som tamarisksläktet.

## Utbredning
En nordamerikask art som förekommer främst i östra Nordamerika från Nova Scotia och Minnesota söderut till Texas och Florida samt västerut till British Columbia, Utah och Idaho.